# Dorfkirche Groß Jehser

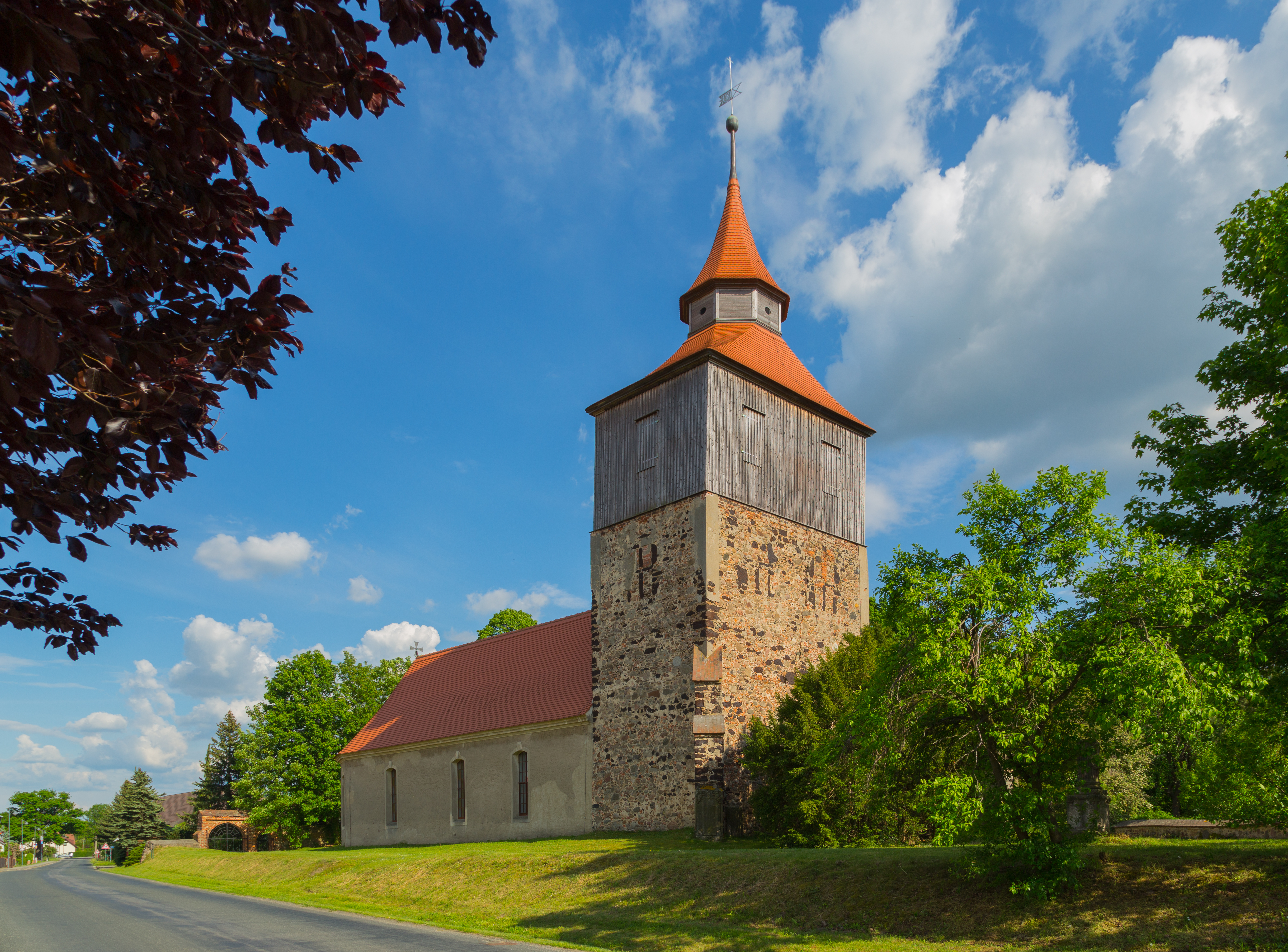
Dorfkirche Groß Jehser (2019)

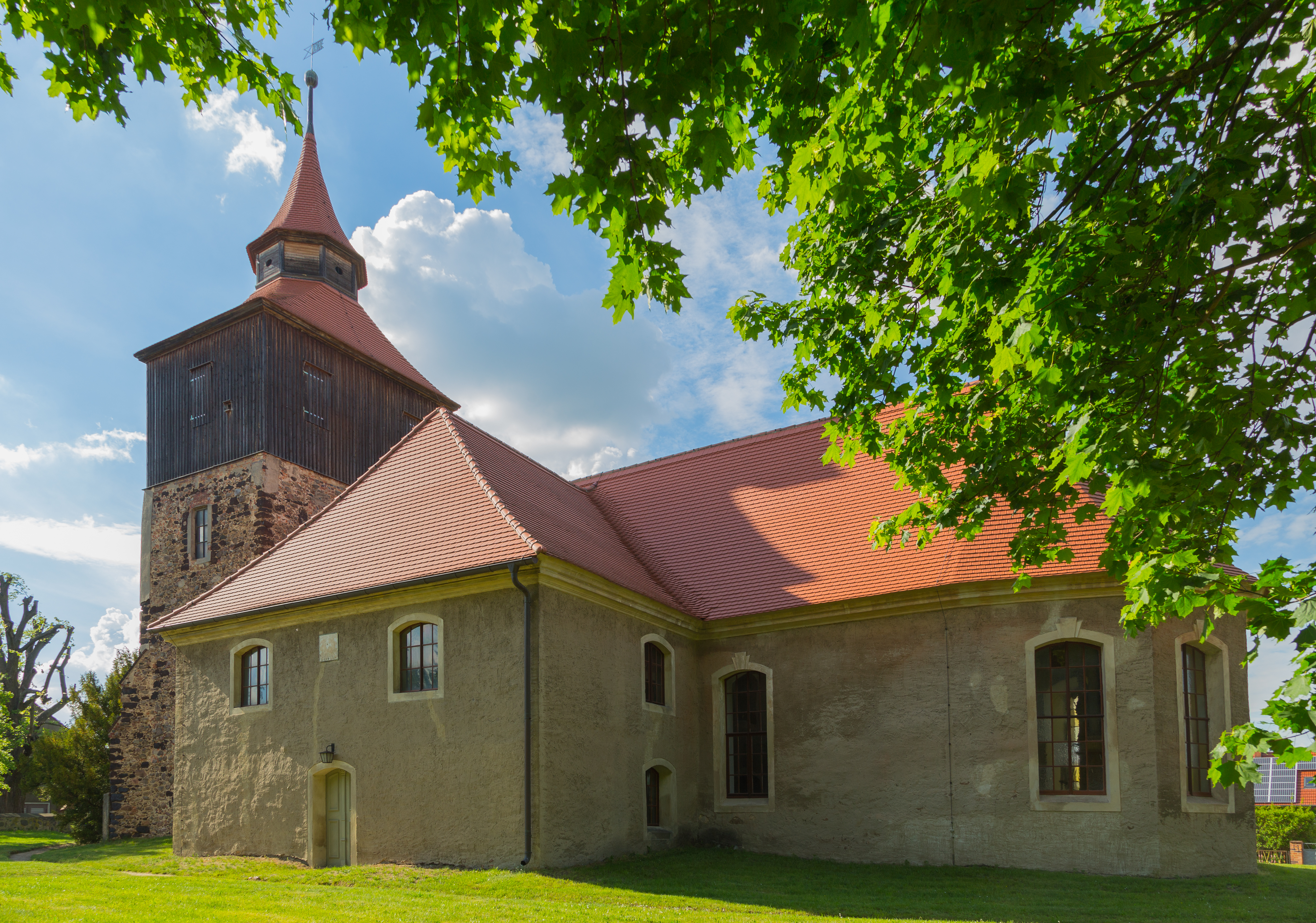
Ansicht von Südosten (2019)

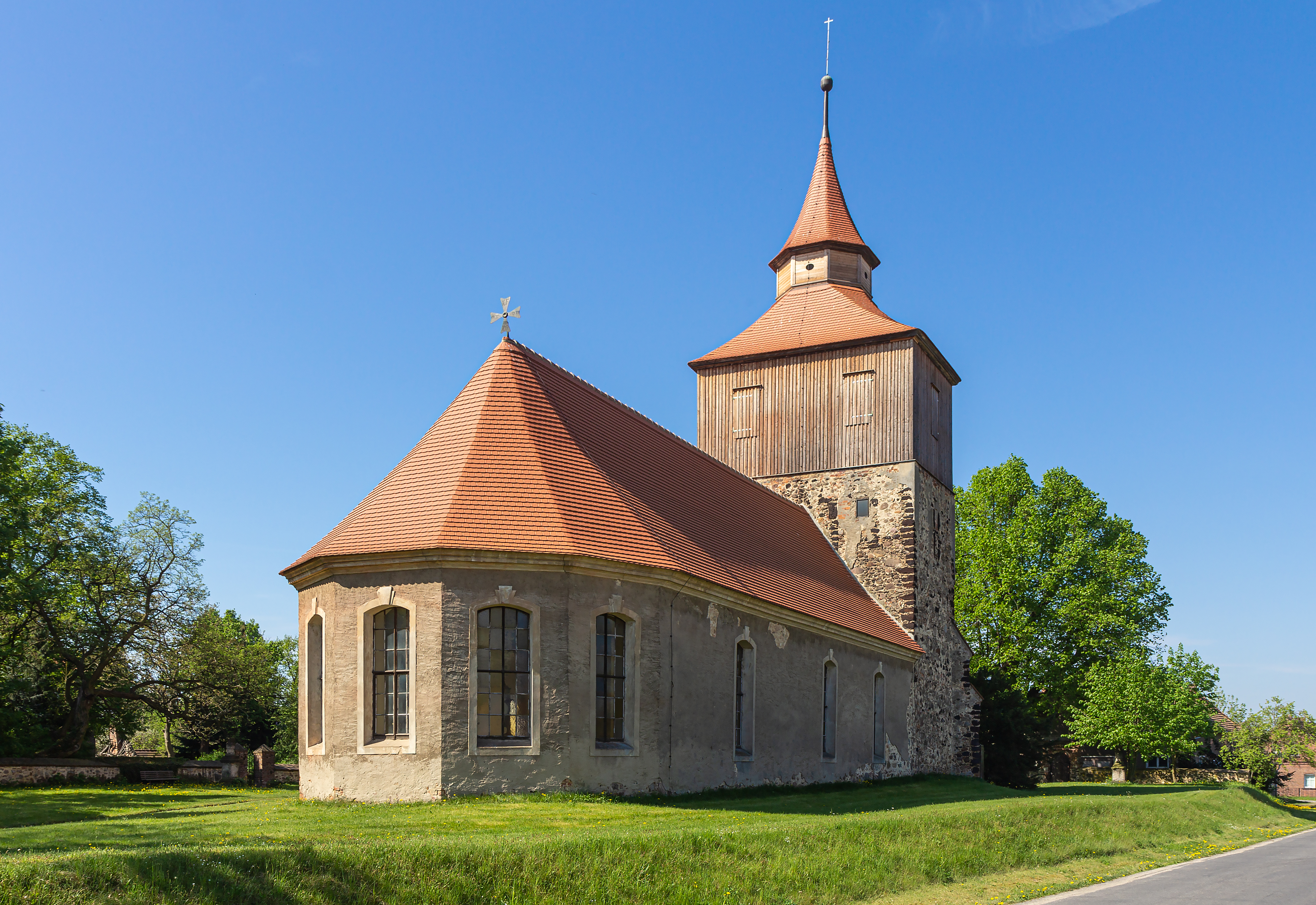
Ostschluss der Kirche (2012)

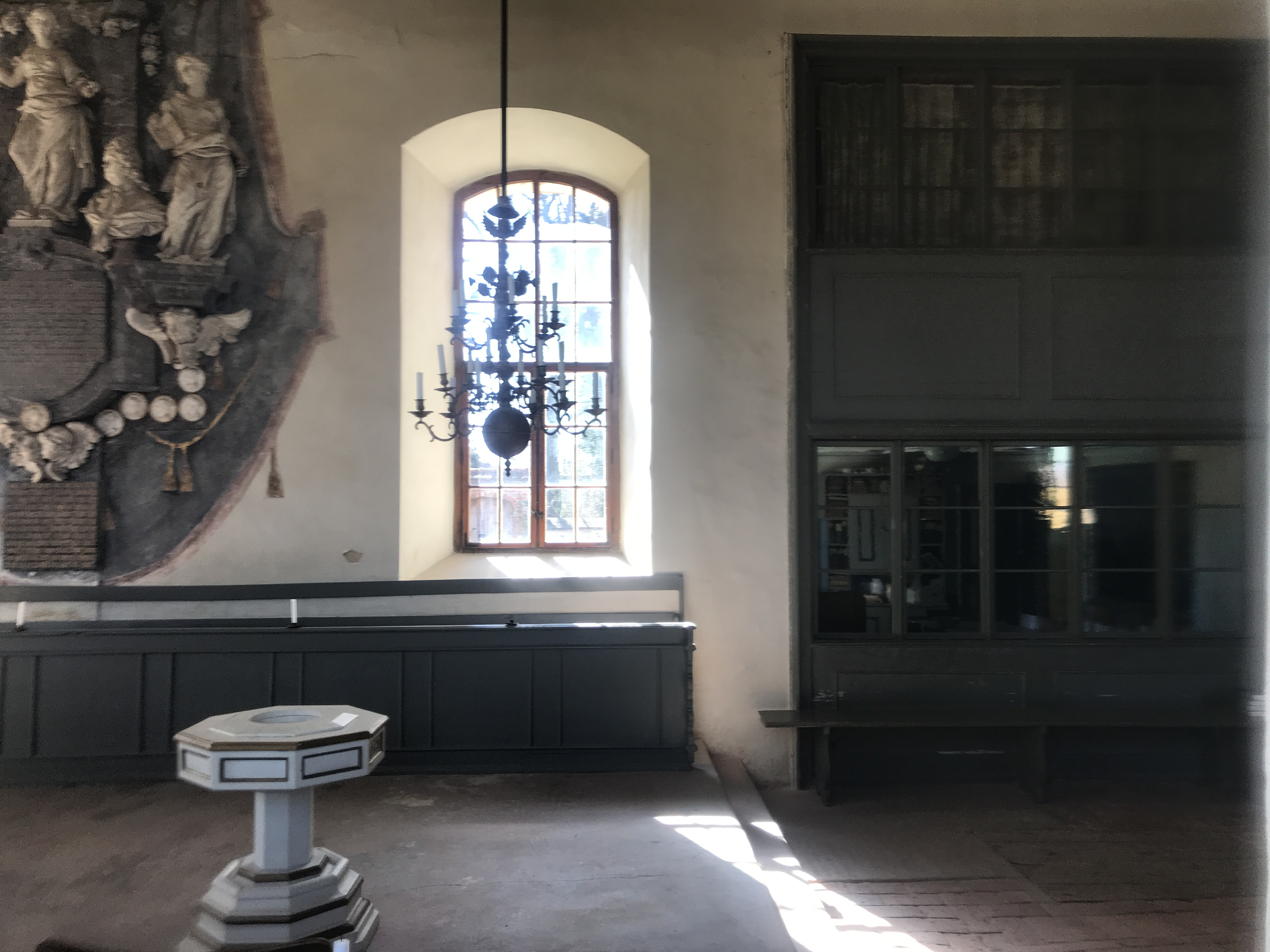
Blick ins Kirchenschiff

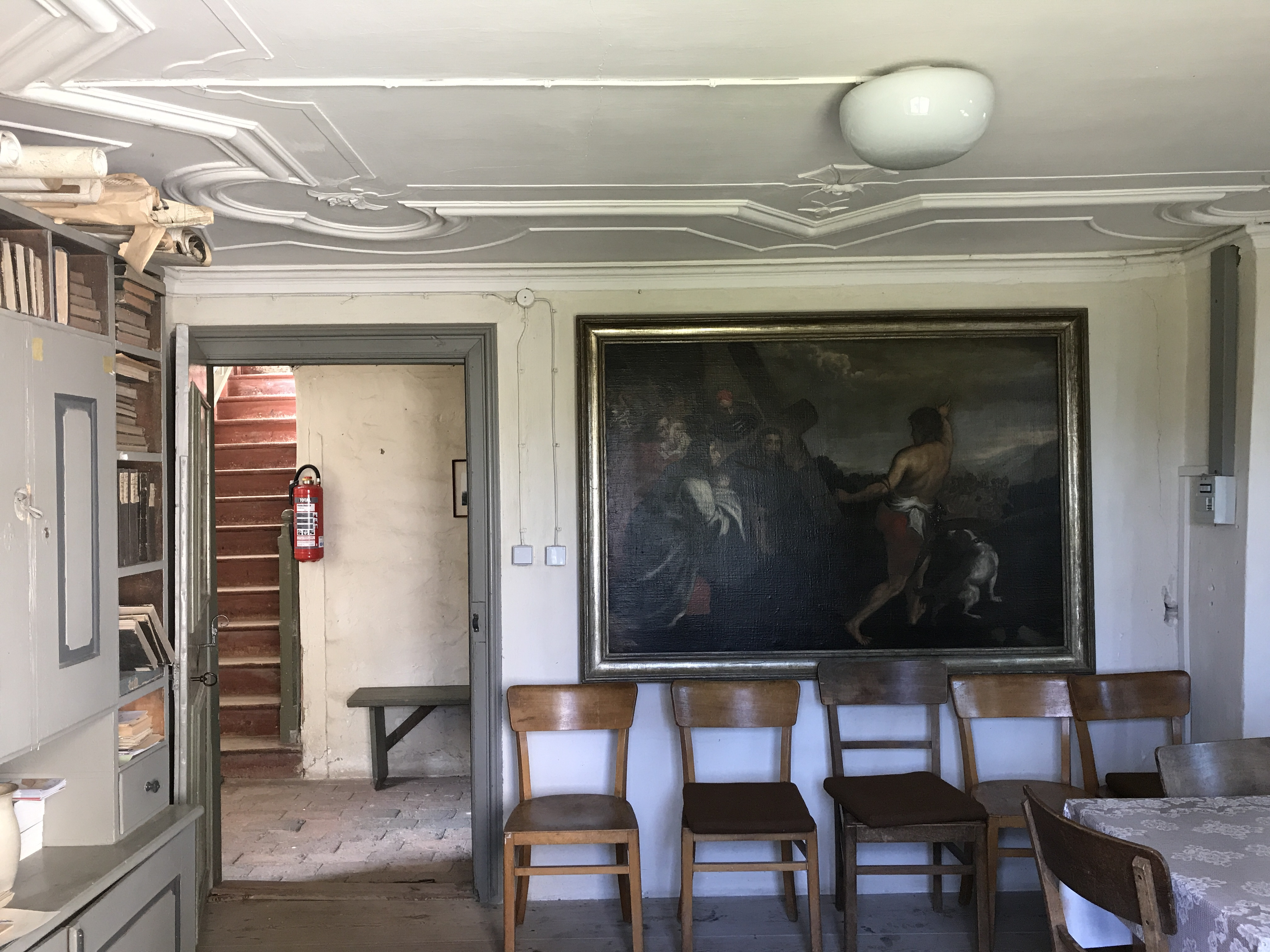
Südöstliche Patronatsloge

Die Dorfkirche Groß Jehser ist eine Feldsteinkirche aus dem 15. Jahrhundert in Groß Jehser, einem Ortsteil der Stadt Calau im Landkreis Oberspreewald-Lausitz im Land Brandenburg. Die Kirchengemeinde gehört zum Kirchenkreis Niederlausitz der Evangelischen Kirche Berlin-Brandenburg-schlesische Oberlausitz.

## Lage
Die Gliechower Straße führt im nördlichen Abschnitt der Gemarkung in West-Ost-Richtung durch den Ort. Dort steht das Bauwerk nordöstlich des Herrenhauses auf einer erhöhten Fläche, die durch eine Mauer aus rötlichem Mauerstein eingefriedet ist.

## Geschichte
Der Sakralbau wurde vermutlich im 15. Jahrhundert errichtet. Zu dieser Zeit gehörte der Ort hälftig der Adelsfamilie Buxdorf und dem Adelsgeschlecht Wolffersdorff. Die eine Hälfte kam ab 1576 an die von Minckwitz, die damit auch das Kirchenpatronat erhielten. Sie erneuerten um 1700 das Bauwerk und ließen einen doppelgeschossigen Logenanbau für vier Personengruppen errichten. 1747 kam ein verbretterter Turmaufsatz hinzu. 1908 erfolgte ausweislich einer Tafel an der Rückseite des Altars eine umfangreiche Instandsetzung. In der Zeit der DDR erhielt das Bauwerk einen einheitlichen Putz. Im Jahr 2024 sind Risse in der Decke und den Wänden aufgetreten, die von einem noch nicht näher identifizierten statischen Problem aus dem Dachbereich herrühren. Der Förderkreis Alte Kirche der Luckauer Niederlausitz bemüht sich um eine Reparatur.

## Baubeschreibung
Das Bauwerk wurde im Wesentlichen aus Feldsteinen errichtet, die anschließend verputzt wurden. So entstand unter anderem auch der Chor, der nicht eingezogen ist, und einen Fünfachtelschluss erhielt. An jeder Seite ist ein hohes Stichbogenfenster, dessen Laibung mit verputzten Faschen und einem hervorgehobenen Schlussstein betont wird.
An der Nordseite des Langschiffs befinden sich drei weitere Fenster dieser Bauart. Die Südseite wird von der zweigeschossigen Patronatsloge dominiert. An der Süd- und Westseite ist je eine gedrückt-segmentbogenförmige Pforte; nach Osten ein Fenster. Im oberen Geschoss sind an der Südseite zwei, an den übrigen Seiten je ein Fenster. Nach Westen folgt am Langhaus eine weitere Pforte sowie ein Fenster.
Der rechteckige Westturm ist nicht verputzt. Nach Nordwesten bzw. Südwesten stabilisiert je ein zweifach getreppter Strebepfeiler das Bauwerk. Im Westen ist eine Pforte, die über eine Treppe erreicht werden kann. Im darüberliegenden Geschoss ist nach Süden ein rechteckiges Fenster. Die Form des Turms wird durch verputzte Lisenen betont. Teilweise verwendeten die Handwerker auch leicht behauenen Raseneisenstein. Darauf sitzt der verbretterte Aufsatz, der an der West- und Ostseite zwei, an den beiden anderen Seiten je eine rechteckige Klangarkade besitzt. Darüber ist eine achteckige Turmhaube mit Pyramidendach, Turmkugel, Wetterfahne sowie Kreuz.

## Ausstattung
Der Altar stammt aus dem ersten Viertel des 18. Jahrhunderts und wurde in Form einer Ädikula gearbeitet. Je zwei gekuppelte korinthische Säulen tragen ein Gebälk mit einem gesprengten Giebel. In der Predella ist das Abendmahl Jesu abgebildet, im Altarblatt Maria und Johannes unter dem Kreuz. Vor den Säulen stehen Figuren, die Moses und Johannes den Täufer zeigen. Das Gebälk ist mit einer Kartusche verziert, die die Auferstehung Jesu zeigt. Die Säulen sind mit Akanthus geschmückt, im Altarauszug der Name Gottes sowie zwei Engel mit den Leidenswerkzeugen.

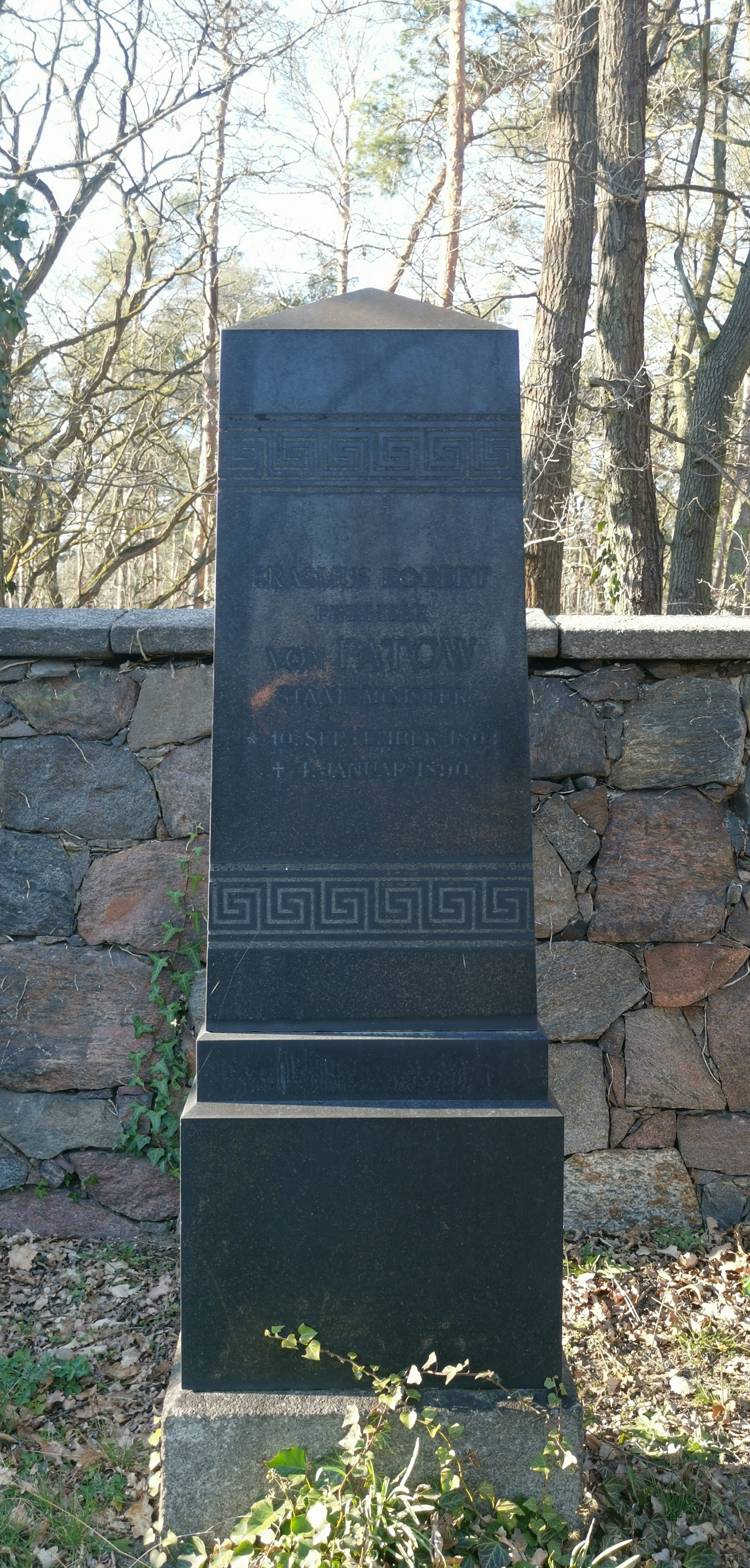
Grab des Ministers Robert von Patow (Foto 2022)

Die hölzerne Kanzel stammt aus derselben Zeit. Der Kanzelkorb ist mit Pinienzapfen und Weinlaubsäulchen verziert; die Brüstungsfelder mit Szenen aus dem Paradies sowie den Evangelisten. Am Aufgang sind Jesaja und Jeremia dargestellt. Die Rückwand des Kanzelkorbes ist mit Abbildungen von Jesus Christus sowie Moses geschmückt, darüber ein hölzerner Schalldeckel. Beides sind Werke des Calauer Tischlers und Malers Gottfried Wolschke.
Zur weiteren Kirchenausstattung gehört ein marmornes Epitaph, das an den 1705 verstorbenen Johann Patow und seine 1737 verstorbene Frau Sophie Dorothea erinnert; deren Nachfahren alsbald nobilitiert wurden. Es zeigt die Büsten der beiden Verstorbenen zwischen einer Vitentafel, darunter Putten. Drei weitere Wappenepitaphe erinnern an J. v. Schwantes, der 1661 verstarb, sowie an Joachim von Minkwitz und den 1681 verstorbenen Hans Christoph von Polenz. Die Hufeisenempore ist zweigeschossig und schwingt mittig in den Raum hinein. Darauf steht eine Orgel mit einem barocken Prospekt aus dem Jahr 1784, das 1908 neu gefasst wurde.
Die Verbindung zwischen den vier Patronatslogen und dem Kirchenschiff ist mit einem Fenster verglast. Die Decke der südöstlichen Loge ist mit Stuck verziert. Im Raum hängt ein Gemälde der Kreuztragung Christi, das im frühen 18. Jahrhundert entstand. Das Bauwerk besitzt im Innern eine verputzte Holztonne mit angedeutetem Kreuzgewölbe. Der Chorraum ist leicht erhöht – dadurch entsteht laut Dehio-Handbuch eine „besonders lichte Wirkung“.
Vor dem Kirchturm stehen zahlreiche weitere, zum Teil unleserliche Epitaphe.

## Trivia
Der zunächst als Hilfsprediger agierende Paul Jäger wurde 1894 zum Pfarrer ernannt und war auch umfangreich schriftstellerisch tätig.